# تيروكي وريغوتشي
تيروكي وريغوتشي (باليابانية: 折口 輝樹) (مواليد 21 مايو 2001) هو لاعب كرة قدم ياباني.

## وصلات خارجية
- تيروكي وريغوتشي على موقع رابطة كرة القدم اليابانية للمحترفين (اليابانية)
- تيروكي وريغوتشي على موقع Soccerway.com (الإنجليزية)